# No More (The Qemists)
No More è un singolo del gruppo musicale britannico The Qemists, pubblicato il 21 ottobre 2013 dalla Be Electric.
Il 4 novembre dello stesso anno, il singolo è stato ripubblicato con l'aggiunta della versione VIP del brano.

## Video musicale
Il videoclip, diretto da Taichi Kimura, è stato pubblicato il 25 ottobre 2013 attraverso il canale YouTube della UKF e mostra il gruppo intento a eseguire il brano in concerto.

## Tracce
Download digitale – 1ª versione
1. No More – 4:08

Download digitale – 2ª versione
1. No More – 4:08
2. No More VIP – 4:36

## Formazione
- Matt Rose – voce
- Bruno Balanta – rapping
- Liam Black – chitarra
- Dan Arnold – basso, tastiera, sintetizzatore
- Leon Harris – batteria